# Мартинес, Бенито
Бенито Мартинес (англ. Benito Martinez, род. 28 июня 1971, Альбукерке, Нью-Мексико, США) — американский актёр, известный благодаря ролям на телевидении.

## Биография
Мартинес родился и вырос в Альбукерке, штат Нью-Мексико, где выступал со своим отцом будучи ребёнком. Он обучался актёрскому мастерству в Лондонской академии музыкального и драматического искусства, вскоре после чего начал карьеру в театре. В 1990-х Мартинес начал появляться на телевидении, в эпизодах «Звёздный путь: Следующее поколение», «Надежда Чикаго», «Секретные материалы», «Полиция Нью-Йорка» и «Прикосновение ангела». На большом экране у него были роли в «Эпидемия» (1995), «Пила: Игра на выживание» (2004) и «Малышка на миллион» (2004).
Мартинес за свою карьеру сыграл несколько десятков ролей, но наибольшей известности добился играя Дэвид Асеведа в сериале FX «Щит» с 2002 по 2008 год. С тех пор у него были второстепенные роли в «Отряд «Антитеррор»», «24 часа» и «Спасите Грейс». Более существенные роли он сыграл в «Сыны анархии» (2011-2012) и «Карточный домик» (2014-2015). В 2015 году Мартинес получил похвалу от критиков за роль отца обвиняемого в убийстве подростка в сериале ABC «Американское преступление».